# مارك ميرفي (صاحب مطعم)
مارك ميرفي (بالإنجليزية: Marc Murphy)‏ هو صاحب مطعم أمريكي، ولد في عقد 1960.